# سونیا دارین
سونیا دارین (انگلیسی: Sonia Darrin; ۱۶ ژوئن ۱۹۲۴ – ۱۹ ژوئیهٔ ۲۰۲۰) بازیگر اهل ایالات متحده آمریکا بود.